# Upata
Upata est une ville de l'État de Bolívar au Venezuela, capitale de la division territoriale et statistique de Section capitale Piar et chef-lieu de la municipalité de Piar.